# De Berini's

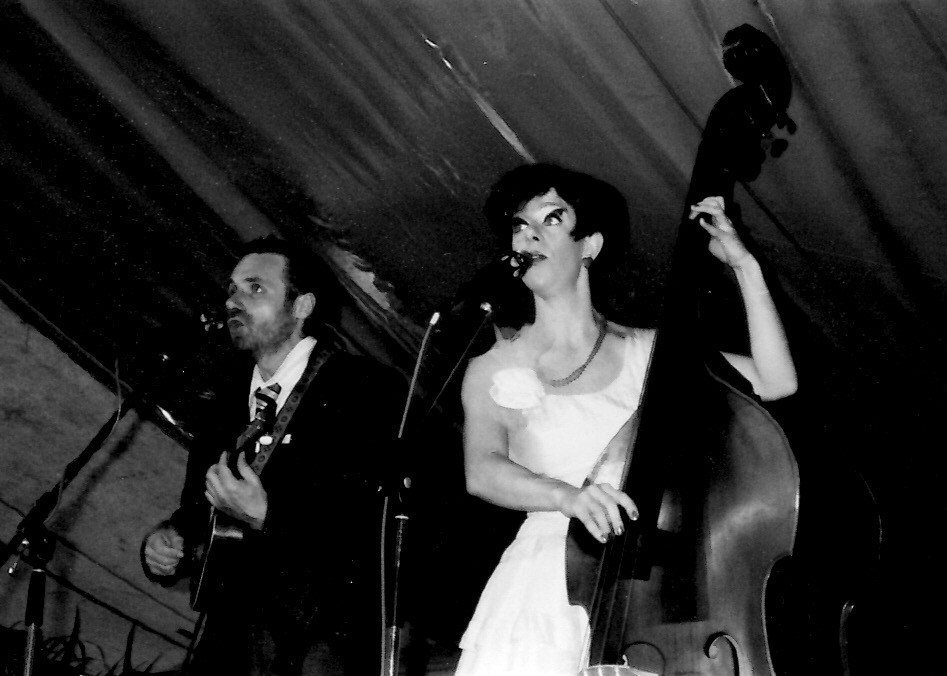
De Berini's

De Berini's was een Rotterdams zang- en cabaretduo, gevormd door Marjolein Meijers en Hans Kemeling. De Berini's heeft 21,5 jaar bestaan.
De samenwerking begon in 1984. De naam De Berini's haalden ze van het Rotterdamse brommermerk Berini. Ze speelden een typisch Rotterdams echtpaar, Annie en Harrie de Bruin, waarvan Annie het hanige vrouwtje en Har de sul was. Hun rollen werden benadrukt door de instrumentkeuze; Annie speelde contrabas en Harrie ukelele. Met pettycoat en vetkuif, en een Rotterdams accent, maakten ze parodieën op muziek uit de jaren 1950. Ze begonnen in cafés en kleine zalen en bereikten uiteindelijk de grote podia.
Marjolein en Hans hadden al eerder geprobeerd samen iets te doen. In 1982 vormden ze kort het duo Handje Contantje, maar erg succesvol was dat niet. In Het naadje van de kous, de eerste voorstelling als De Berini's,  begonnen ze als Rotterdamse typetjes met parodieën op bekende rock-'n-rollnummers; in de loop der jaren groeiden ze uit tot een herkenbaar stel met een krachtig verhaal en mooie liedjes in de voorstelling.
Op 27 mei 2006 speelden ze En nou is het afgelopen, hun laatste voorstelling. Ze stopten ermee omdat Marjolein Meijers zich muzikaal anders ontwikkelde dan Hans Kemeling. Kemeling koos als meubel- en decormaker voor een rol achter de schermen.
In 2010 was er nog eenmaal een herleving van De Berini's, maar de rol die Hans Kemeling oorspronkelijk op zich nam, werd gespeeld door Bob Fosko.

## Theater
- 1989-1992 "Het naadje van de kous"
- 1992-1994 "Groeten uit Rotterdam"
- 1994-1996 "Almondestraat 53a"
- 1997-1998 "Onbekend terrein"
- 1999-2001 "Negerzoenen"
- 2001-2003 "Sloophamer"
- 2003-2005 "Noorderstil"
- 2005-2006 "En nou is het afgelopen"
- 2010 "Opgevoerd"

## Registraties

### CD's
- 1988 Live!
- 1990 Kousen met Naad
- 1993 Groeten uit Rotterdam
- 1995 De Straat
- 1998 Onbekend Terrein
- 1999 Zoenen
- 2002 Sloophamer
- 2003 Noorderstil

### Video
- 1992 Kousen met naad
- 1993 Groeten uit Rotterdam
- 1995 De Straat
- 1996 Almondestraat 53a
- 2000 Negerzoenen

### DVD
- 2006 Het Beste Van De Berini's

### TV
- 1988-1990 Kindertelevisie voor Veronica; 26 afleveringen "Mijn eerste keer"
- 2003 Tv-registratie "Sloophamer"
- 2006 Tv-registratie "En nou is het afgelopen"

### Boek
- 1999 Kop houwe en geniete! (ISBN 90 6005 478 4)

## Prijzen
- 1995 Nationale Scheveningen Cabaretprijs

- International Standard Name Identifier: 0000 0004 7148 329X
- MusicBrainz: 72b05490-d1b6-4c85-b540-1d68ab08591a